# Кольниц, Фриц фон
Альфред Холмс «Фриц» фон Кольниц (англ. Alfred Holmes «Fritz» Von Kolnitz, 20 мая 1893, Чарлстон, Южная Каролина — 18 марта 1948, Маунт-Плезант, Южная Каролина) — американский бейсболист, игрок третьей базы.

## Биография
Фриц фон Кольниц родился 20 мая 1893 года в Чарлстоне. После школы он поступил в Университет Южной Каролины, где учился на юриста, но в 1913 году решил начать бейсбольную карьеру. Фриц подписал контракт с клубом Аппалачской лиги «Морристаун Джобберс», в составе которого, из-за сильных антигерманских настроений в США, выступал под именем Ар Эйч Холмс. В сезоне 1913 года он сыграл в семидесяти пяти матчах, в которых отбивал с показателем 41,2 %.
Благодаря удачному выступлению Фриц был замечен скаутами ведущих клубов и в начале 1914 года подписал контракт с «Цинциннати Редс». За два года в составе команды он сыграл в девяносто одном матче. Перед началом чемпионата 1916 года фон Кольниц перешёл в «Чикаго Уайт Сокс», за которых провёл двадцать четыре игры. В начале 1917 года он покинул команду и играл в независимой лиге в Северной Каролине, а затем поступил на военную службу.
Фриц был направлен в авиацию. Он прошёл базовую подготовку на базе Форт-Оглторп, затем продолжил службу в Кемп-Гордон в Джорджии, сначала адъютантом, а потом инструктором. В сентябре 1918 года фон Кольниц получил звание майора. После увольнения из армии он вернулся в Чарлстон, где работал в фирме по продаже недвижимости и юристом. В августе 1919 года Фриц возобновил спортивную карьеру в составе команды «Чарлстон Галлс» из Южно-Атлантической лиги. С 1919 по 1922 год он провёл двести двадцать игр в составе клуба.
После окончательного завершения спортивной карьеры Фриц работал в сферах недвижимости и страхования, написал несколько книг и статей о революции и гражданской войне. Он также работал спортивным директором Чарлстонского колледжа, занимался политикой.
С началом Второй мировой войны фон Кольниц вернулся на военную службу. Сначала он занимался подготовкой лётного состава в учебном центре в Майами-Бич, затем служил старшим офицером разведки 332-й группы бомбардировщиков, базировавшейся в Англии. В сентябре 1943 года Фриц был награждён орденом «Легион Почёта», позднее получил звание подполковника. После окончания войны он вернулся в Чарлстон, занимал должность вице-президента риэлтерской фирмы.
18 марта 1948 года Фриц фон Кольниц скончался от сердечного приступа в своём доме в Маунт-Плезант.